# Citharinus gibbosus
Citharinus gibbosus är en fiskart som beskrevs av Boulenger, 1899. Citharinus gibbosus ingår i släktet Citharinus och familjen Citharinidae. IUCN kategoriserar arten globalt som livskraftig. Inga underarter finns listade i Catalogue of Life.